# Phyllagathis brookei
Phyllagathis brookei är en tvåhjärtbladig växtart som beskrevs av Madhavan Parameswarau Nayar. Phyllagathis brookei ingår i släktet Phyllagathis och familjen Melastomataceae. Inga underarter finns listade i Catalogue of Life.